# Polyrhachis crassispinosa
Polyrhachis crassispinosa är en myrart som beskrevs av Hugo Viehmeyer 1914. Polyrhachis crassispinosa ingår i släktet Polyrhachis och familjen myror. Inga underarter finns listade i Catalogue of Life.